# Gmina Nowy Żmigród
Die Gmina Nowy Żmigród ist eine Landgemeinde im Powiat Jasielski der Woiwodschaft Karpatenvorland in Polen. Ihr Sitz ist das gleichnamige Dorf (bis 1968 Żmigród Nowy) mit etwa 1400 Einwohnern.

## Gliederung
Zur Landgemeinde (gmina wiejska) Nowy Żmigród gehören folgende 19 Dörfer mit einem Schulzenamt:
Brzezowa
Desznica
Gorzyce
Grabanina
Jaworze
Kąty
Łężyny
Łysa Góra
Makowiska
Mytarka
Mytarz
Nienaszów
Sośniny
Nowy Żmigród
Sadki
Siedliska Żmigrodzkie
Skalnik
Stary Żmigród
Toki

## Gemeindepartnerschaften
- Putnok, Ungarn
- Tisovec, Slowakei

## Persönlichkeiten
- Abraham Jehoschua Heschel (1748–1825), chassidischer Zaddik; geboren in Nowy Żmigród
- Edward Nowak (* 1940), Kurienerzbischof; geboren in Nowy Żmigród.